# Nyambureti
Nyambureti è una circoscrizione mista (rural ward) della Tanzania situata nel distretto di Serengeti, regione del Mara. Conta una popolazione di 21 776 abitanti (censimento 2012).